# Берія Серго Лаврентійович
Се́рго Лавре́нтійович Бе́рія (груз. სერგო ლავრენტის ძე ბერია; псевдонім — Сергій Олексійович Гегечкорі; нар. 24 листопада 1924, Тбілісі, Грузинська РСР, СРСР — пом. 11 жовтня 2000, Київ, Україна) — радянський і український інженер-конструктор, син Лаврентія Берії.

## Життєпис

Могила Серго Берії

Серго Лаврентійович Берія народився 27 листопада 1924 року в місті Тбілісі. У 1938 році, закінчивши сім класів німецької та музичної шкіл, разом з родиною переїхав до Москви, де у 1941 році, після закінчення середньої школи № 172, був зарахований до Центральної радіотехнічної лабораторії МВС СРСР. У перші дні війни добровольцем по рекомендації райкому комсомолу направлений у розвідшколу, в якій на прискорених тримісячних курсах отримав радіотехнічну спеціальність і в званні техніка-лейтенанта почав службу в армії. За завданням Генерального штабу виконував ряд відповідальних завдань (у 1941 році — в Ірані, Курдистані, у 1942 році в Північно-Кавказькій групі військ). У жовтні 1942 року наказом наркома оборони був направлений на навчання в Ленінградську військову академію зв'язку імені С. М. Будьонного. За час навчання неодноразово відкликався за особистою вказівкою Верховного Головнокомандувача та Генерального штабу для виконання спеціальних секретних завдань (у 1943—1945 роках — Тегеранська і Ялтинська конференції глав держав антигітлерівської коаліції). За зразкове виконання завдань командування нагороджений медаллю «За оборону Кавказу» і орденом Червоної Зірки.
У 1947 році, після закінчення з відзнакою Військової академії, рішенням уряду був направлений у проектно-конструкторську організацію п/я 1323 (згодом КБ-1), де по липень 1953 року працював на посадах головного інженера, головного конструктора. За успішне виконання урядового завдання зі створення нових зразків озброєння ракетних систем нагороджений орденом Леніна і удостоєний Сталінської премії. Працюючи в КБ-1, у 1948 році захистив кандидатську, а в 1952 році докторську дисертації.
У зв'язку зі «Справою» батька в липні 1953 року був заарештований і до кінця 1954 року утримувався в одиночному ув'язненні спочатку в Лефортовській, а потім у Бутирській тюрмах. Після звільнення з ув'язнення і вручення йому паспорта на ім'я Сергія Олексійовича Гегечкорі відправлений на заслання на Урал. У місті Свердловську, перебуваючи під постійною «опікою», він майже десять років пропрацював на посаді старшого інженера в організації п/я 320. За клопотанням перед урядом групи відомих учених країни в зв'язку з хворобою матері, Ніни Теймуразівни, йому було дозволено переведення до Києва в організацію п/я 24, перетворену згодом в НДІ «Квант». Тут він працював провідним конструктором, начальником сектору, начальником відділу, завідувачем відділом системного проектування, головним конструктором комплексу Відділення нових фізичних проблем ІПМ Академії наук Української РСР. З 1990 року науковий керівник, головний конструктор Київського філіалу ЦНПО «Комета».
Серго Лаврентійович Берія помер 11 жовтня 2000 року в Києві. Похований на Байковому кладовищі.

## Додаткові матеріали
- Інтерв'ю Дмитра Гордона 2000 р. [Архівовано 26 листопада 2018 у Wayback Machine.]